# Selim Bouadla
Selim Bouadla est un footballeur algérien né le 26 août 1988 à Rosny-sous-Bois (Seine-Saint-Denis, France).

## Biographie
Selim Bouadla commence le football à l'US Torcy, club formateur de Mourad Meghni, Yohan Pelé et Gaëtan Charbonnier. À 13 ans il intègre la section sportive départementale du collège Victor-Schœlcher à Torcy.
Arrivé au Havre AC en 2005, il fait ses débuts en Ligue 2 le 27 juillet 2007, contre le SC Bastia, et signe son premier contrat professionnel, d'une durée de trois ans et demi, en janvier 2008. Champion de France de Ligue 2 en 2008, il fait ses débuts en Ligue 1 le 20 septembre 2008 face à l'Olympique lyonnais. Il connaît sa première titularisation une semaine plus tard à Auxerre, pour ce qui sera son dernier match dans l'élite. En février 2009, il est prêté au Paris FC en National, mais se blesse au mois de mars, ce qui signe la fin de sa saison.
Le 9 juillet 2011, il signe avec l'équipe hongroise de Debrecen VSC. Le 1er mai 2012, Selim Bouadla, remporte la Coupe de Hongrie avec Debrecen en battant le MTK Budapest aux tirs au but. Quelques jours plus tard, il remporte le titre de champion de Hongrie. La saison suivante il remporte de nouveau la Coupe de Hongrie. Il dispute le deuxième tour de qualification de la Ligue Europa en 2013-2014 puis remporte un deuxième titre de champion de Hongrie, ce qui lui ouvre les portes de la phase qualificative de la Ligue des champions à l'été 2014.
Le 18 juin 2015, il signe un contrat de deux ans avec Académica. Peu utilisé, il signe ensuite en Croatie où il joue 52 matches en deux saisons.
Après un passage par le Stade lavallois en National de 2018 à 2020, il prépare son BMF (brevet de moniteur de football) et signe à l'US Changé, club de National 3, en 2022. Il quitte le club en mars 2023.
Pour la saison 2023-2024, il prépare le brevet d'entraîneur de football (BEF).

## Statistiques de joueur

### Synthèse
| Saison                | Club                  | Championnat           | Championnat | Championnat | Coupe(s) nationale(s) | Coupe(s) nationale(s) | Compétition(s) continentale(s) | Compétition(s) continentale(s) | Compétition(s) continentale(s) | Total | Total |
| Saison                | Club                  | Division              | M.          | B.          | M.                    | B.                    | Comp.                          | M.                             | B.                             | M.    | B.    |
| 2005-2006             | Le Havre AC B         | CFA 2                 | -           | -           | -                     | -                     | -                              | 0                              | 0                              | 0     | 0     |
| 2006-2007             | Le Havre AC B         | CFA 2                 | -           | -           | -                     | -                     | -                              | 0                              | 0                              | 0     | 0     |
| 2007-2008             | Le Havre AC B         | CFA                   | 11          | 1           | 0                     | 0                     | -                              | 0                              | 0                              | 11    | 1     |
| Sous-total            | Sous-total            | Sous-total            | 11          | 1           | 0                     | 0                     | -                              | 0                              | 0                              | 11    | 1     |
| 2007-2008             | Le Havre AC           | Ligue 2               | 14          | 0           | 4                     | 1                     | -                              | 0                              | 0                              | 18    | 1     |
| 2008-2009             | Le Havre AC           | Ligue 1               | 1           | 0           | 1                     | 0                     | -                              | 0                              | 0                              | 2     | 0     |
| Sous-total            | Sous-total            | Sous-total            | 15          | 0           | 5                     | 1                     | -                              | 0                              | 0                              | 20    | 1     |
| 2008-2009             | Paris FC              | National              | 5           | 0           | 0                     | 0                     | -                              | 0                              | 0                              | 5     | 0     |
| Sous-total            | Sous-total            | Sous-total            | 5           | 0           | 0                     | 0                     | -                              | 0                              | 0                              | 5     | 0     |
| 2009-2010             | Le Havre AC           | Ligue 2               | 11          | 0           | 1                     | 0                     | -                              | 0                              | 0                              | 12    | 0     |
| 2010-2011             | Le Havre AC           | Ligue 2               | 26          | 1           | 4                     | 0                     | -                              | 0                              | 0                              | 30    | 1     |
| Sous-total            | Sous-total            | Sous-total            | 37          | 1           | 5                     | 0                     | -                              | 0                              | 0                              | 42    | 1     |
| 2010-2011             | Le Havre AC B         | CFA                   | 7           | 2           | 0                     | 0                     | -                              | 0                              | 0                              | 7     | 2     |
| Sous-total            | Sous-total            | Sous-total            | 7           | 2           | 0                     | 0                     | -                              | 0                              | 0                              | 7     | 2     |
| 2011-2012             | Debrecen VSC          | Nemzeti Bajnokság I   | 24          | 3           | 1                     | 1                     | -                              | 0                              | 0                              | 25    | 4     |
| 2012-2013             | Debrecen VSC          | Nemzeti Bajnokság I   | 14          | 1           | 9                     | 0                     | -                              | 0                              | 0                              | 23    | 1     |
| 2013-2014             | Debrecen VSC          | Nemzeti Bajnokság I   | 18          | 4           | 7                     | 1                     | C3                             | 2                              | 0                              | 27    | 5     |
| 2014-2015             | Debrecen VSC          | Nemzeti Bajnokság I   | 19          | 1           | 4                     | 0                     | C1                             | 3                              | 0                              | 26    | 1     |
| Sous-total            | Sous-total            | Sous-total            | 75          | 9           | 21                    | 2                     | -                              | 5                              | 0                              | 101   | 11    |
| 2015-2016             | Académica Coimbra     | Primeira Liga         | 8           | 0           | 1                     | 0                     | -                              | -                              | -                              | 9     | 0     |
| Sous-total            | Sous-total            | Sous-total            | 8           | 0           | 1                     | 0                     | -                              | 0                              | 0                              | 9     | 0     |
| 2016-2017             | NK Slaven Belupo      | Prva HNL              | 22          | 1           | 2                     | 0                     | -                              | -                              | -                              | 24    | 1     |
| 2017-2018             | NK Slaven Belupo      | Prva HNL              | 26          | 2           | 2                     | 0                     | -                              | -                              | -                              | 28    | 2     |
| Sous-total            | Sous-total            | Sous-total            | 48          | 3           | 4                     | 0                     | -                              | 0                              | 0                              | 52    | 3     |
| Total sur la carrière | Total sur la carrière | Total sur la carrière | 274         | 17          | 36                    | 3                     | -                              | 5                              | 0                              | 315   | 20    |

### Coupes continentales
| Matchs | Date            | Stade                       | Adversaire      | Résultat | Minutes | Compétition                 | Buts | Tour                            | Club         |
| ------ | --------------- | --------------------------- | --------------- | -------- | ------- | --------------------------- | ---- | ------------------------------- | ------------ |
| 1      | 18 juillet 2013 | Marienlyst, Drammen         | Strømsgodset IF | 2 – 2    | 86 min  | Ligue Europa 2013-2014      | 0    | Deuxième tour de qualification  | Debrecen VSC |
| 2      | 25 juillet 2013 | Nagyerdei Stadion, Debrecen | Strømsgodset IF | 3 – 0    | 90 min  | Ligue Europa 2013-2014      | 0    | Deuxième tour de qualification  | Debrecen VSC |
| 3      | 15 juillet 2014 | Stade de Solitude, Belfast  | Cliftonville FC | 0 – 0    | 90 min  | Ligue des champions 2014-15 | 0    | Deuxième tour de qualification  | Debrecen VSC |
| 4      | 29 juillet 2014 | Nagyerdei Stadion, Debrecen | FK BATE Borisov | 1 – 0    | 10 min  | Ligue des champions 2014-15 | 0    | Troisième tour de qualification | Debrecen VSC |
| 5      | 5 août 2014     | Borisov Arena, Borisov      | FK BATE Borisov | 3 – 1    | 38 min  | Ligue des champions 2014-15 | 0    | Troisième tour de qualification | Debrecen VSC |

## Palmarès

### Le Havre AC
- Champion de France de Ligue 2 en 2008

### Debrecen VSC
- Championnat de Hongrie : 2012 et 2014
- Coupe de Hongrie : 2012 et 2013
- Finaliste de la Supercoupe de Hongrie : 2012, 2013 et 2014